# Вимірювальна установка
Вимі́рювальна установка (рос. измерительная установка; англ. measuring device; нім. Messanlage f) – сукупність функціонально об'єднаних засобів вимірювань (вимірювальних приладів, вимірювальних перетворювачів) та допоміжних пристроїв; призначена для вироблення сигналів вимірювальної інформації у формі, зручній для безпосереднього сприйняття спостерігачем, розташована в одному місці.
Вимірювальне устаткування – сукупність функціонально об'єднаних засобів вимірювань (вимірювальних приладів, вимірювальних перетворювачів) та допоміжних пристроїв; призначена для вироблення сигналів вимірювальної інформації у формі, зручній для безпосереднього сприйняття спостерігачем, розташована в одному місці.  